# Samsung S3650 Corby
Il Samsung B3210 (conosciuto anche come Corby o Genio touch) è un telefono cellulare prodotto dalla Samsung e commercializzato nel settembre del 2009. Presenta un display full touch screen di tipo capacitivo ed è disponibile in 4 colorazioni differenti: rosa, giallo, arancione e bianco. La fotocamera è da 2 megapixel. Monta un sistema che permette di accedere a vari social network. La memoria è espandibile e dispone di un Bluetooth 2.1, un browser WAP, un accesso a Google Maps, un registratore vocale ed una connessione EDGE da 2 MB/s. A differenza di altri cellulari della linea, non supporta il sensore di luminosità né la possibilità di personalizzare la posizione delle icone nel menu. La personalizzazione si basa principalmente sulle cover intercambiabili (di cui 3 fornite dal produttore)  e sui temi, disponibili solo con la versione s3650xeij2 del firmware.

## Altri cellulari della serie
Nei mesi successivi all'uscita del "modello base", sono usciti il Corby "Pro", dotato di tastiera qwerty e rete HSDPA, il Corby "Wi-Fi" e il "Pop", quest'ultimo il più economico della compagine.
Modello a parte è il Corby TXT, simile per alcuni aspetti ai cellulari sopracitati ma completamente diverso per via della tastiera qwerty che lo accomuna alla serie Blackberry. Simile, ma con il sistema Android 2.1 Eclair è il Samsung Corby Android, il più economico cellulare Android della casa coreana.